# Baccarat (kártyajáték)
A baccarat vagy baccara egy kártyajáték, amelyet ma elsősorban kaszinókban és Online kaszinókban játszanak, de korábban népszerű volt házibulikban és magánjellegű játéktermekben is. A játék eredete több kelet-ázsiai elődjének (Kína, Japán, Korea) keverékéből származik, majd Európában vált népszerűvé egy gyorsabb francia változat révén. A ma leggyakrabban játszott verzió pedig kubai eredetű.
Ez egy összehasonlító kártyajáték, amelyben két kéz – a „játékos” és a „bankár” – mérkőzik meg egymással. Minden baccarat-játszmának (coup) három lehetséges kimenetele van: a „játékos” (ha a játékos pontszáma magasabb), a „bankár” (ha a bankáré a magasabb), vagy „döntetlen”.
A játék három népszerű változata a punto banco, a baccarat chemin de fer és a baccarat banque (más néven à deux tableaux). A punto banco esetében a játékosok lépéseit kizárólag a kiosztott lapok határozzák meg, míg a baccarat chemin de fer és a baccarat banque során a játékosok bizonyos döntéseket is hozhatnak. A nyerési esélyek általában a bank oldalán állnak, legalább 1%-os házelőnnyel.

## Története
A játék eredete vitatott. Egyes források szerint a baccarat a 19. századból származik, míg mások azt állítják, hogy a 15. század végén került be Franciaországba Olaszországból, amikor a francia VIII. Károly király uralkodása idején a katonák hazatértek az itáliai háborúkból.
David Parlett szerint a baccarat közvetlen elődje a Macao nevű játék. A neve és szabályai arra utalnak, hogy azt Ázsiából hazatérő tengerészek hozhatták magukkal, ahol a 17. század eleje óta játszottak hasonló kártyajátékokat, mint például a San zhang, az Oicho-Kabu vagy a Gabo japgi. A Macao a 18. század végén jelent meg Európában, és minden társadalmi réteg körében népszerű volt. Hírhedtté válása miatt III. Viktor Amadé piemonti király 1788-ban betiltotta azt birodalma összes területén. A játék rendkívül népszerű volt a Watier’s nevű londoni elit úri klubban, ahol például Beau Brummell bukását is okozta. A 19. század végén szerencsejátékként, mely szinte kizárólag a véletlenen alapul, törvényen kívül helyezték, mégis megőrizte népszerűségét a felsőbb körökben. A rajongók közé tartozott a walesi herceg (a későbbi VII. Eduárd király) is, akinek a hírhedt 1890-es „Royal Baccarat-botrány” kapcsán – amelyben egy játékost csalással vádoltak meg egy angliai, Tranby Croftban tartott összejövetelen – bíróság előtt kellett tanúskodnia. Arthur Schnitzler Éjszakai játékok (eredeti cím: Spiel im Morgengrauen) című, 1926-os kisregényében is szerepel a Macao játék, baccarat néven. A baccarat népszerűsége az Egyesült Államokban a 20. század eleje után visszaesett, de Kontinentális-Európában, különösen Oroszországban, továbbra is volt követőtábora. Macaohoz és a hasonló Victoria játékhoz hasonlóan a baccaratot a 19. században betiltották Oroszországban, bár a szabályait továbbra is közölték játékokat bemutató kiadványokban.
A baccarat a 19. század óta nagy népszerűségnek örvendett a francia nemesség körében is. Mielőtt 1907-ben legalizálták volna a kaszinójátékokat Franciaországban, az emberek gyakran játszottak baccaratot magánjátéktermekben. Ebből az időszakból származik a Baccarat Banque, amely a játék legkorábbi formája; három fő részvételével játszották, és Charles Van-Tenac Album des jeux című művében említik. Később ebből fejlődött ki a Chemin de Fer, egy kétfős, zéró összegű játék. A Chemin de Fer a 19. század végén jelent meg, és elnevezése („vasút”) arra utal, hogy ez a verzió gyorsabb volt az eredetinél – a vasútvonalak ekkor számítottak a leggyorsabb közlekedési módnak. Ez a változat máig a legnépszerűbb Franciaországban.
A Punto Banco jelentős mérföldkő volt a modern baccarat fejlődésében. Ebben a változatban a játékos arra fogad, hogy a „játékos” vagy a „bankár” keze nyer-e. Az 1940-es években, Havannában alakult ki ez a ház által bankolt verzió, és mára a világ legtöbb részén ez vált a legelterjedtebb baccarat-formává.

## A lapok értékelése
A baccarat játékban a 2-től 9-ig terjedő lapok (bármilyen színből) a névértékükkel megegyező pontot érnek; a 10-es, a bubi, a dáma és a király nem érnek pontot, tehát értékük nulla; az ász egy pontot ér; a jokereket a játék nem használja.
A kezek értékét modulo 10 szerint számítják, vagyis a lapok összértékének egyes helyiértékét (az utolsó számjegyet) veszik figyelembe. Például egy 2-esből és egy 3-asból álló kéz értéke öt pont, míg egy 6-os és egy 7-es lap összege 13, így a kéz értéke három pont (mivel a 13 egyes helyiértéke 3).
A baccaratban elérhető legmagasabb kézérték tehát kilenc pont.

## Gazdasági jelentőség
Az amerikai kaszinókban a baccarat egyre nagyobb részét képezi a bevételeknek. Például Nevada államban 2012 májusában a baccarat játékból származó nyeremény csupán a teljes asztali játékbevétel 18,3%-át tette ki. Ez az arány 2013 májusára 33,1%-ra, majd 2014 májusára 45,2%-ra emelkedett.
A baccarat különösen jelentős Makao gazdasága szempontjából, ahol ez a legfontosabb asztali játék. A baccaratból származó adóbevételek alkotják a közkiadások legnagyobb önálló forrását a régióban.
2014-ben Makao kaszinóinak összbevételének körülbelül 91%-a a Punto Banco változatból származott. Ez is jól mutatja, hogy a baccarat nemcsak játéktechnikai, hanem gazdasági szempontból is kiemelkedő jelentőségű, mind a nyugati, mind az ázsiai szerencsejáték-piacokon.